# Поверхность Като
Поверхность Като — это компактная комплексная поверхность с положительным первым числом Бетти, которая имеет глобальную сферическую оболочку. Като показал, что такие поверхности имеют малые аналитические деформации, которые являются раздутиями главных поверхностей Хопфа в конечном числе точек. В частности, поверхности Като имеют бесконечную циклическую фундаментальную группу и никогда не являются кэлеровыми многообразиями. В качестве примеров поверхностей Като можно указать поверхности Иноуэ — Хирцебруха и поверхности Еноки. Гипотеза о глобальной сферической оболочке утверждает, что все поверхности класса VII с положительным вторым числом Бетти являются поверхностями Като.